# Erioptera galbinocosta
Erioptera galbinocosta är en tvåvingeart som beskrevs av Alexander 1960. Erioptera galbinocosta ingår i släktet Erioptera och familjen småharkrankar.
Artens utbredningsområde är Madagaskar. Inga underarter finns listade i Catalogue of Life.